# Xaraiempete
Xaraiempete (em armênio/arménio: Շահրայենպետ; romaniz.: Šahrayenpet) foi governador (marzobã) da Armênia, tendo governado entre 611 e 613. Foi antecedido no governo por Simbácio IV Bagratúnio e sucedido por Parsenasdates. Pouco se sabe sobre seu mandato. Sua principal medida por deportar a população armênia de Teodosiópolis.

## Vida

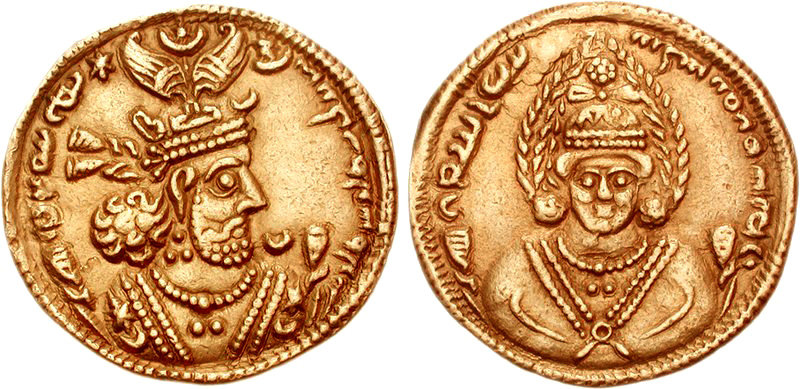
Dinar de r.

Em 602, o xá Cosroes II (r. 590–628) foi a guerra contra o Império Bizantino para vingar a morte do imperador Maurício (r. 582–602) por Focas (r. 602–610). Na primeira década do conflito ganha terreno e em 611 instala dois dignitários iranianos na Armênia: Saíno no oeste com o título de pagospano (paghaspan) e Xaraiempete no leste em Dúbio como marzobã. Enquanto Saíno continua a guerra contra os bizantinos e invade a Ásia Menor, Xaraiempete, a pedido de Cosroes, deporta a população armênia de Teodosiópolis para Hamadã. Em 613, Saíno assumiu toda a Armênia e Cosroes nomeou Parsenasdates como marzobã. M. L. Chaumont sugeriu que não existiu nenhum indivíduo chamado Xaraiempete, sendo talvez um título ("aimbedes do império") ocupado por Saíno.